# Ямська губа
Ямська (рос. Ямская губа) —  губа на північному сході  Охотського моря у затоці Шеліхова. Вдається у материк між мисами Іретський на півночі і Япон на півдні, між якими відстань близько 51 км

## Географія
У північній частині має у своєму складі Малкачанську затоку з Малкачанською косою, в яку впадає річка Малкачан. На півдні омиває півострів П'ягіна і мис Кейтеван. У південно-західній частині відокремлена Ямською косою від затоки Переволочна. Поруч, між Переволочним мисом і островом Ясиндя, є вузький вхід у бухту Внутрішня. Приблизно за 36 км NE знаходиться острів Матикіль, що входить до складу Ямських островів. Середня величина припливу - 3 м.
З червня по першу половину серпня вітри у губі рідко бувають сильнішими свіжого бризу, але іноді досягають штормової сили. Штиль переважає у другій половині серпня і першій половині вересня. Північно-східні вітри починаються наприкінці вересня. Туман буває досить рідко. Лід у губі — з жовтня по кінець червня або початок липня. Припливи і відпливи нерегулярні. Найвищі весняні припливи досягають близько 6,4 м, в той час як квадратурні припливи досягають близько 2,1 метра. Припливні течії найсильніші у південній частині губи, досягаючи 8-8,5 вузлів під час сізигійних припливів у липні, 5,5-6 вузлів у серпні і 4-4,5 вузла у вересні.
Щорічно у губі спостерігаються потужний нерестовий хід далекосхідної наваги.